# Nivel de competencia curricular
El nivel de competencia curricular dentro de un informe psicopedagógico o cualquier otro documento académico hace referencia al dominio de los elementos del currículo de un nivel educativo y de una área que un alumno tiene. De este modo el nivel de competencia curricular del mismo puede diferir según las áreas. Así podemos encontrar un alumno escolarizado en 5º de Educación Primaria con un NCC de 2º de Primaria en el área de matemáticas pero que sin embargo no tiene desfase en el resto de las áreas.
Para realizar la evaluación del nivel de competencia curricular es necesario que recurramos a los criterios de evaluación establecidos por la Administración con carácter general y concretados por los centros educativos, que expresan el grado y tipo de aprendizajes esperados. La evaluación del nivel de competencia curricular debe tomar en consideración las siguientes circunstancias:
1. Determinar las áreas que serán objeto de valoración.
2. Tener en cuenta la situación de partida del alumno, puesto que no puede tratarse igual la situación del alumno escolarizado por primera vez que el que ya ha estado escolarizado en el centro. En el primer caso la evaluación la hacen equipos psicopedagógicos tomando como base el currículo oficial, mientras que en el segundo la hace el orientador del centro tomando como referente la propuesta curricular del centro.
3. Tener en cuenta el momento específico en que se realiza la evaluación, puesto que los resultados mejorarán si se realiza al final de curso.
4. Analizar el referente de la evaluación para comprobar si es adecuado, en función de las dificultades concretas que presenta el alumno.

Para realizar la evaluación del NCC podemos usar actividades escolares habituales que estén ajustadas a las dificultades de los alumnos, o bien utilizar técnicas procedimientos e instrumentos de evaluación variados, incluyendo los existentes en el mercado. En cualquier caso es importante contrastar el nivel obtenido en diferentes situaciones mediante el empleo de registros sistemáticos.
El nivel de competencia curricular es un elemento decisivo a la hora de elaborar adaptaciones curriculares individualizadas y elegir los materiales y la metodología de la enseñanza.
- Datos: Q6043429